# Atletica leggera ai Giochi della XXII Olimpiade - Staffetta 4×400 metri maschile

Video della gara (telecronaca originale della BBC)

Video della gara (l'ultimo giro; voce di Bruno Pizzul)

La staffetta 4×400 metri ha fatto parte del programma maschile di atletica leggera ai Giochi della XXII Olimpiade. La competizione si è svolta nei giorni 31 luglio-1º agosto 1980 allo Stadio Lenin di Mosca.

## Assenti a causa del boicottaggio
| Competizione         | Squadra        | Prestazione |
| -------------------- | -------------- | ----------- |
| Olimpiadi 1976       | Stati Uniti    | 2'58”65     |
| Commonwealth 1978    | Kenya          | 3'03”54     |
| Europei 1978         | Germania Ovest | 3'02"03     |
| Asiatici 1978        | Giappone       | 3'08”3      |
| Panamericani 1979    | Stati Uniti    | 3'03”8      |
| Coppa del mondo 1979 | Stati Uniti    | 3'00”70     |

## La gara
Mancano per il boicottaggio le tre nazionali più forti del mondo: Stati Uniti, Kenya e Germania ovest.
La finale regala comunque forti emozioni: dopo il primo giro prende il comando la Germania Est; dietro c'è l'Unione Sovietica. Germania Est e URSS fanno gara a sé. In ultima frazione i tedeschi schierano Volker Beck, vincitore dei 400 ostacoli, mentre per i sovietici c'è Viktor Markin, oro sui 400 piani. A 300 metri dalla fine Markin sopravanza Beck e mantiene il comando fino al traguardo. Dietro i due colossi si piazza al terzo posto l'Italia, con Pietro Mennea ultimo frazionista.
| Pos | Paese            | Atleti                                                           | Tempo  |
| --- | ---------------- | ---------------------------------------------------------------- | ------ |
|     | Unione Sovietica | Remigius Valiulis Mikhail Linge Nikolaij Chernezki Viktor Markin | 3'01”1 |
|     | Germania Est     | Klaus Thiele Andreas Knebel Frank Schaffer Volker Beck           | 3'01”3 |
|     | Italia           | Stefano Malinverni Mauro Zuliani Roberto Tozzi Pietro Mennea     | 3'04”3 |